# Атланта
Атла̀нта (на английски: Atlanta) е столицата на американския щат Джорджия. През 2000 г. в града живеят 416 474 души.
Градът е основан през 1837 г., като първите заселници са били земеделци, занаятчии и търговци. По време на Гражданската война Атланта играе важна роля, тъй като през града минавали четири железопътни линии. След дълги и продължителни битки със Севера, Атланта се предава на 2 септември 1864 г., като голяма част от сградите са напълно разрушени.
Градът постига бърз икономически растеж след Гражданската война и е възстановен напълно за 10 години.
Сега Атланта е основният метрополис в Югоизточните американски щати, седалище на CNN, Coca-Cola, United Parcel Service (UPS) и др. Домакин на Летните олимпийски игри през 1996 г.

## Известни личности
Родени
- Мартин Лутър Кинг (1929 – 1968), общественик
- Бренда Лий (р. 1944), певица
- Спайк Лий (р. 1957), режисьор
- Маргарет Мичъл (1900 – 1949), писателка

Починали
- Маргарет Мичъл (1900 – 1949), писателка
- Чезаре Сиепи (1923 – 2010), италиански оперен певец

## Побратимени градове
Атланта е побратимена с 18 града, като има някои, които членуват в Международна организация за побратимяване на градове:
| - Брюксел, Белгия - Букурещ, Румъния - Котону, Бенин - Тегу, Южна Корея - Фукуока, Япония - Лагос, Нигерия - Монтего Бей (Montego Bay), Ямайка - Нюкасъл, Англия - Нюрнберг (Nürnberg), Германия | - Древна Олимпия, Гърция - Порт ъф Спейн, Тринидад и Тобаго - Ра'анана (Ra'anana), Израел - Рио де Жанейро, Бразилия - Салседо (Salcedo), Доминиканска република - Залцбург, Австрия - Тайпе, Тайван - Тбилиси, Грузия - Тулуза, Франция |